# Ronde van Italië 2010/Achttiende etappe
De achttiende etappe van de Ronde van Italië 2010 werd verreden op 27 mei 2010. Het is een vlakke rit over 140 km van Levico Terme naar Brescia. De rit werd gewonnen door de Duitser André Greipel die het in een massasprint haalde van Julian Dean en Tiziano Dall'Antonia. De rit kende een klassiek verloop: de vroege vlucht van Olivier Kaisen en Alan Marangoni werd op drie kilometer van de meet bijgehaald.

## Uitslagen
| Uitslag etappe | Uitslag etappe        | Uitslag etappe | Uitslag etappe |
| rang           | renner                | land           | tijd           |
| -------------- | --------------------- | -------------- | -------------- |
| 1              | André Greipel         | GER            | 3u14'59"       |
| 2              | Julian Dean           | NZL            | z.t.           |
| 3              | Tiziano Dall'Antonia  | ITA            | z.t.           |
| 4              | Gregory Henderson     | NZL            | z.t.           |
| 5              | Danilo Hondo          | GER            | z.t.           |
| 6              | Graeme Brown          | AUS            | z.t.           |
| 7              | Lucas Sebastian Haedo | ARG            | z.t.           |
| 8              | Michiel Elijzen       | NED            | z.t.           |
| 9              | Fabio Sabatini        | ITA            | z.t.           |
| 10             | William Bonnet        | FRA            | z.t.           |

| Algemeen klassement | Algemeen klassement  | Algemeen klassement | Algemeen klassement              | Algemeen klassement |
| rang                | renner               | land                | ploeg                            | tijd                |
| ------------------- | -------------------- | ------------------- | -------------------------------- | ------------------- |
|                     | David Arroyo         | ESP                 | Caisse d'Epargne                 | 76u26'37"           |
| 2                   | Ivan Basso           | ITA                 | Liquigas-Doimo                   | +2'27"              |
| 3                   | Richie Porte         | AUS                 | Team Saxo Bank                   | +2'44"              |
| 4                   | Cadel Evans          | AUS                 | BMC Racing Team                  | +3'09"              |
| 5                   | Carlos Sastre        | ESP                 | Cervélo                          | +4'41"              |
| 6                   | Vincenzo Nibali      | ITA                 | Liquigas-Doimo                   | +4'53"              |
| 7                   | Aleksandr Vinokoerov | KAZ                 | Astana                           | +5'12"              |
| 8                   | Michele Scarponi     | ITA                 | Diquigiovanni-Androni Giocattoli | +5'24"              |
| 9                   | Damiano Cunego       | ITA                 | Lampre-Farnese Vini              | +9'21"              |
| 10                  | Robert Kiserlovski   | CRO                 | Liquigas-Doimo                   | +9'32               |

## Nevenklassementen
| Puntenklassement | Puntenklassement     | Puntenklassement | Puntenklassement | Puntenklassement |
| rang             | renner               | land             | ploeg            | punten           |
| ---------------- | -------------------- | ---------------- | ---------------- | ---------------- |
|                  | Cadel Evans          | AUS              | BMC Racing Team  | 106              |
| 2                | Aleksandr Vinokoerov | KAZ              | Astana           | 91               |
| 3                | Vincenzo Nibali      | ITA              | Liquigas-Doimo   | 78               |

| Bergklassement | Bergklassement | Bergklassement | Bergklassement     | Bergklassement |
| rang           | renner         | land           | ploeg              | punten         |
| -------------- | -------------- | -------------- | ------------------ | -------------- |
|                | Matthew Lloyd  | AUS            | Omega Pharma-Lotto | 29             |
| 2              | Ivan Basso     | ITA            | Liquigas-Doimo     | 25             |
| 3              | Cadel Evans    | AUS            | BMC Racing Team    | 25             |

| Jongerenklassement | Jongerenklassement | Jongerenklassement | Jongerenklassement | Jongerenklassement |
| rang               | renner             | land               | ploeg              | tijd               |
| ------------------ | ------------------ | ------------------ | ------------------ | ------------------ |
|                    | Richie Porte       | AUS                | Team Saxo Bank     | 76u29'21"          |
| 2                  | Robert Kiserlovski | CRO                | Liquigas-Doimo     | +6'48"             |
| 3                  | Dario Cataldo      | ITA                | Quick Step         | +11'26"            |

| Ploegenklassement | Ploegenklassement  | Ploegenklassement | Ploegenklassement | Ploegenklassement |
| rang              | ploeg              | land              | tijd              |                   |
| ----------------- | ------------------ | ----------------- | ----------------- | ----------------- |
|                   | Liquigas-Doimo     | ITA               | 228u11'41"        |                   |
| 2                 | Rabobank           | NED               | +7'48"            |                   |
| 3                 | Omega Pharma-Lotto | BEL               | +27'12"           |                   |

1e etappe ·
2e etappe ·
3e etappe ·
4e etappe ·
5e etappe ·
6e etappe ·
7e etappe ·
8e etappe ·
9e etappe ·
10e etappe ·
11e etappe ·
12e etappe ·
13e etappe ·
14e etappe ·
15e etappe ·
16e etappe ·
17e etappe ·
18e etappe ·
19e etappe ·
20e etappe ·
21e etappe
Startlijst · Eindstanden · Afbeeldingen